# Chaumont-sur-Loire
Chaumont-sur-Loire település Franciaországban, Loir-et-Cher megyében. Lakosainak száma 1091 fő (2022. január 1.). Chaumont-sur-Loire Candé-sur-Beuvron, Monthou-sur-Bièvre, Pontlevoy, Rilly-sur-Loire, Valaire, Vallières-les-Grandes, Valloire-sur-Cisse és Veuzain-sur-Loire községekkel határos.

## Népesség
A település népességének változása:
| Lakosok száma | 742  | 842  | 876  | 1009 | 1096 | 1089 | 1086 | 1077 | 1082 | 1091 |
|               | 1968 | 1982 | 1990 | 2006 | 2013 | 2015 | 2017 | 2019 | 2020 | 2022 |